# Max Ernst: Mein Vagabundieren – Meine Unruhe
Max Ernst: Mein Vagabundieren – Meine Unruhe ist ein deutscher Dokumentarfilm über das Leben und Schaffen von Max Ernst. Der unter der Regie von Peter Schamoni entstandene Film kam 1991 in die Kinos.

## Handlung
Max Ernst stellt im Off-Kommentar fest, dass weder sein Leben noch sein Werk harmonisch sind und waren. Man sieht ihn beim Boule-Spiel, der Film rekapituliert sein Leben.
Vier Jahre war Max Ernst Soldat im Ersten Weltkrieg. Während dieser Zeit fertigte er nicht nur kleine Zeichnungen an, sondern lernte auch den ebenfalls im Krieg als Soldat auf der Gegenseite kämpfenden Paul Éluard kennen. Es entwickelte sich eine tiefe Freundschaft, als sich beide nach dem Krieg wiedertrafen. Max Ernst war Teil der DADA-Bewegung, die Ausbruch und Revolte trieb. Éluard kaufte seine ersten beiden großformatigen Bilder Celebes und Oedipus Rex. Er zog nach Paris und lebte vier Jahre bei Éluard und dessen Frau Gala. Unter anderem bemalte er die Innenwände des Hauses in Eaubonne mit surrealistischen Bildern. Jahre später besucht die Tochter des Künstlerpaares die Wohnung. Einstellungen zeigen, wie nach der Entfernung der Tapete die Bilder von Max Ernst wieder zum Vorschein kommen.
Max Ernst berichtet, wie er ab 1925 lernte, die Angst vor dem weißen Blatt Papier zu besiegen. Er bezog organische Formen in seine Bilder ein, die er in Frottage-Technik erstellte. Neben dem Wald wird der Vogel zum Hauptthema seiner Bilder. Er berichtet von einer Episode seiner Kindheit: Sein Lieblingspapagei starb an dem Tag, an dem seine Schwester auf die Welt kam. Die Verbindung Mensch–Vogel hat sich seither in seinem Kopf festgesetzt und findet sich in seinen Bildern wieder. Die Heirat mit Marie-Berthe Aurenche 1927 wird erwähnt, es folgen Ausschnitte aus dem Film Das goldene Zeitalter, in dem Max Ernst auf Bitten von Luis Buñuel eine Rolle übernommen hatte. Das Jahr 1933 bringt einen entscheidenden Wendepunkt in Max Ernsts Leben. Seine Kunst gilt im Dritten Reich als entartet. Ihn erschüttert zudem der Spanische Bürgerkrieg, den er in seinem Werk Der Hausengel verarbeitet.
Weil er sich im Streit zwischen Éluard und André Breton auf die Seite seines langjährigen Freundes stellt, wird er aus dem Surrealistenkreis ausgeschlossen und zieht mit seiner neuen Freundin Leonora Carrington nach Saint-Martin-d’Ardèche. Hier kauft er ein Bauernhaus, das er mit Zementreliefs versieht. Mehrfach wird er in Frankreich als Deutscher inhaftiert und flieht schließlich mit Peggy Guggenheims Hilfe in die USA. Ihn fasziniert die Kunst der Indianer und er ersteht zahlreiche Skulpturen und exotische Plastiken. Die Ehe mit Peggy Guggenheim währt nur kurz. Mit seiner neuen Ehefrau Dorothea Tanning zieht Max Ernst schließlich nach Sedona, Arizona. Beide bauen sich ein Holzhaus, das erst nach und nach in ein Steinhaus umgebaut wird. Es erweist sich als paradiesischer Ort für Max Ernst, der hier unter anderen seine Skulptur Capricorn erschafft. Erst nach Ende des Zweiten Weltkriegs kehrt Max Ernst nach Europa zurück. Seine malerische Vision Europa nach dem Regen erweist sich in seinen Augen als nicht vollkommen falsch. In Frankreich, so muss er erkennen, ist er nahezu vergessen. Er übernimmt das Atelier des Malers William Copley; ins Licht der Öffentlichkeit kehrt er zurück, als er 1954 auf der Biennale von Venedig den Großen Preis erhält. Im darauffolgenden Jahr zieht er mit Dorothea Tanning nach Huismes, wo beide ein Haus kaufen. In Max Ernsts Schaffen spielen nun Käfigcollagen eine neue Rolle. Wie Vögel sind auch Käfige als Symbol für Max Ernst faszinierend, da Menschen ebenfalls lebenslang in einem Käfig gefangen sind und ebenso lebenslang die Sehnsucht verspüren, diesem Käfig zu entkommen. Auch die Arbeit an Skulpturen reflektiert Max Ernst. Sie seien seine Ferien von der Malerei.
Ein Maler, der sich selbst findet, ist verloren, stellt Max Ernst fest. Das Wichtigste in seinem Leben war daher, sich nie selbst gefunden zu haben.

## Produktion
Max Ernst: Mein Vagabundieren – Meine Unruhe entstand anlässlich des 100. Geburtstages des Künstlers. Der Film vermischt historische Aufnahmen, Archivaufnahmen von Max Ernst sowie neue, vor Ort unter anderem in den USA, Frankreich und Deutschland gedrehte, Szenen. Zu hören sind neben Originalinterviews mit Max Ernst teilweise in Englisch und Französisch auch Zitate aus Biografien von mit Max Ernst in Verbindung stehenden Personen. Unter anderem werden Auszüge aus Jimmy Ernsts Biografie Nicht gerade ein Stillleben und Dorothea Tannings Birthday eingebunden. Filmausschnitte umfassen Szenen aus Luis Buñuels Das goldene Zeitalter und Hans Richters 8x8.
Max Ernst: Mein Vagabundieren – Meine Unruhe erlebte am 9. Mai 1991 seine Kinopremiere. Er lief zu dieser Zeit am Wochenende im Kommunalen Kino in Stuttgart als Begleitprogramm zur Max-Ernst-Ausstellung in der Staatsgalerie Stuttgart. Das ZDF zeigte den Film erstmals am 30. Januar 1994 im Fernsehen. Der Film ist Max-Ernst-Kenner Werner Spies gewidmet.

## Synchronisation
| Texte            | Sprecher                     |
| ---------------- | ---------------------------- |
| Max Ernst        | Max Ernst, Heiner Lauterbach |
| Dorothea Tanning | Elisabeth von Molo           |
| Peggy Guggenheim | Linda Joy                    |
| William Copley   | Donald Arthur                |
| Peter Schamoni   | Christian Wolff              |
| Werner Spies     | Werner Spies                 |
| Jimmy Ernst      | Hanns Dieter Hüsch           |

## Kritiken
Für den film-dienst war Max Ernst: Mein Vagabundieren – Meine Unruhe ein „detailreicher, durch die Fülle des Materials faszinierender Versuch, sich dem Künstler und seinem Werk unter Bezug auf seinen Lebensweg und die historischen Hintergründe zu nähern. Formal eher bieder und betulich, verschenkt der Film die Gelegenheit zu einer ästhetisch eigenständigen Reflexion über das Schaffen Max Ernsts und seine vielschichtige Persönlichkeit.“
Prisma schätzte ein, „Peter Schamonis Film […] stellt ein einzigartiges Dokument dar. Noch heute hat der Film nichts von seiner Faszination eingebüßt. Dabei gelingt es dem Filmemacher Schamoni, Informationen über zeitgeschichtliche Hintergründe, über Lebensumstände, Personen, Orte und Landschaften anschaulich zu vermitteln“.
Der Spiegel befand, dass Peter Schamoni „[a]us Interviewschnipseln und Trouvaillen wie einem französischen Werbefilm von 1930, in dem der Künstler sich für Stühle der Firma Barbet einsetzt, aus Dokumentarfotos und nachgedrehten Schauplatz-Aufnahmen […] einen lebendigen, instruktiven 100-Minuten-Film collagiert“ habe.
Ernsts langjähriger Freund Werner Spies meinte: „Auf fabelhafte Weise mischte er das dokumentarische Material, über das er verfügte oder das er selbst im Laufe der Jahre gedreht hatte, mit gespielten Szenen. Max Ernst war, wie er sagte, selbst berührt von der Art und Weise, wie Peter Schamoni auf ihn einging. Denn dieser respektierte die Scheu des Künstlers, ja machte in gewisser Weise aus dieser Scheu und dem Horror, das eigene Ich ins Spiel zu bringen, sein eigentliches Sujet. Man sollte von indirekten Filmen sprechen, von Filmen, in denen das vermittelt wird, was Max Ernst gegen den Personenkult des Jahrhunderts ins Feld führte.“

## Auszeichnungen
Max Ernst: Mein Vagabundieren – Meine Unruhe erhielt 1992 den Bayerischen Filmpreis für den Besten Dokumentarfilm und war im selben Jahr für den Deutschen Filmpreis in der Kategorie Bester programmfüllender Spielfilm nominiert. Auf dem Montreal Festival International du Film sur l’art gewann der Film die Auszeichnung für die beste Biografie.
Die Filmbewertungsstelle verlieh dem Dokumentarfilm das Prädikat „Besonders wertvoll“. In der Jurybegründung wurde gelobt, „dass es ein eigenständiger Film über eine eigenständige Figur ist, die insbesondere nicht nur mit ihren künstlerischen Werken, sondern auch in dokumentarischen Interviews zu Worte kommt. Kongenial zu den Bildern: Hervorzuheben sind der Schnitt und die Montage. Es gelingt dem Film, das Ambiente jedes einzelnen Ortes zu vermitteln, an dem sich Max Ernst längere Zeit aufhielt und damit zum noch besseren Verständnis seiner Werke beizutragen.“